# 伊萨酵母属
伊萨酵母属为毕赤酵母科的一个属。该属的模式种为东方伊萨酵母（Issatchenkia orientalis）。

## 下属物种
- 东方伊萨酵母 Issatchenkia orientalis Kudryavtsev